# Mužské kameny
Mužské kameny (polsky Czeskie Kamienie, německy Mannsteine) je hora v Krkonoších, ležící na česko-polské hranici asi 6 km severně od Špindlerova Mlýna a 7,5 km jihovýchodně od polského města Szklarska Poręba.
Na vrcholu jsou výrazná žulová skaliska s balvanovými a suťovými poli. Vrcholové skály se táhnou v délce přes 50 metrů, na výšku měří 10–11 metrů a nabízejí výborné panoramatické výhledy.

## Vedlejší vrchol
Cca 220 m na východ po hranici se nachází vedlejší vrchol dosahující výšky 1415 m (souřadnice 50°46′37″ s. š., 15°35′39″ v. d.). Vrchol je zaoblený a pokrytý suťovým polem místy porostlým klečí.

## Přístup
Vrchol se nachází v I. zóně KRNAP, přímo na hlavní krkonošské hřebenovce – červeně značené cestě česko-polského přátelství. K Petrově boudě na východním úbočí vedlejších Dívčích kamenů vede i žlutá turistická značka ze Špindlerova Mlýna, která se nad Petrovkou napojuje na červenou hřebenovku (celkem 8 km).

## Okolí
- V sedle se Śmielcem, 500 m západně od vrcholu, se nachází Kalmanův pomník, připomínající tragickou smrt českého novináře Richarda Kalmana, který zde zahynul ve sněhové bouři 14. ledna 1929.
- Asi 750 m východně od vrcholu se tyčí o dva metry nižší Dívčí kameny (1414 m n. m.) s podobnými žulovými vrcholovými skalisky.